# Fumée blanche et fumée noire
Pour le film français de 1920, voir Fumée noire.

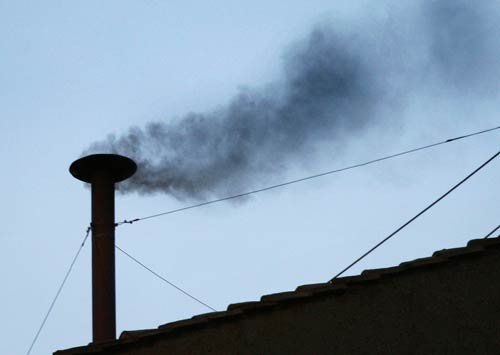
Fumée noire lors du conclave de 2005. Elle sort du conduit de la cheminée de cuivre rouge, avec son chapeau chinois caractéristique, qui se détache sur la pente du toit de tuiles, et solidement maintenu par trois câbles, en cas de coup de vent.

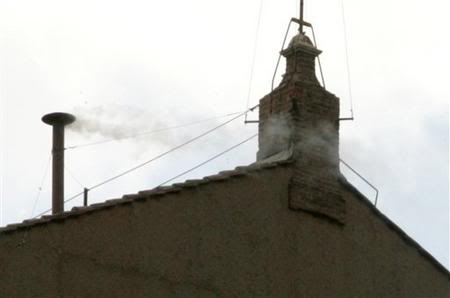
Fumée blanche lors du même conclave, annonçant l'élection de Benoît XVI.

La fumée blanche (latin : fumus albus ; italien : fumata bianca) et la fumée noire (latin : fumus niger ; italien : fumata nera) sont deux signaux de fumée utilisés par les cardinaux réunis en conclave pour communiquer le résultat des scrutins visant à élire le nouveau pape, en utilisant la combustion produite par un poêle installé dans la chapelle Sixtine. La fumée noire indique un résultat non concluant, la fumée blanche, qu’un nouveau pape est élu. Par le passé, il existait également un troisième événement, la fumée jaune, utilisée uniquement pour vérifier le bon fonctionnement du poêle.

## Histoire
La tradition remonte aux années 1800, lorsque le peuple romain se rassemblait devant le Quirinal pour assister à la fumée produite en brûlant les bulletins de vote des cardinaux. Contrairement à aujourd'hui, la fumée indiquait alors l'échec de l'élection du pontife, tandis que l'absence de fumée indiquait une élection réussie,,. Même lors du conclave de 1903, il n'y avait pas de distinction de couleur ; la fumée était produite en brûlant les bulletins des cardinaux électeurs mélangés à de la paille dans un poêle placé dans la Sala Regia (« Salle royale »). La fumée issue des élections infructueuses était blanche ou noirâtre, tandis que le matin de l'élection de Pie X, il n'y eut aucune fumée visible,.
La première utilisation de la fumée blanche pour signaler une élection réussie, et de la fumée noire pour l’échec d’une élection, remonte au conclave de 1914, qui s'est conclu par l'élection de Benoît XV.

## Fonctionnement
- La fumée noire indique que le nouveau pape n'a pas été élu au cours du conclave. Elle est émise chaque fois que deux scrutins consécutifs ont lieu sans qu'aucun cardinal n'ait obtenu un nombre de votes équivalent à au moins les deux tiers des cardinaux électeurs. La fumée est produite en brûlant les bulletins, les notes et les documents du vote dans un poêle installé dans la chapelle Sixtine, avec l'ajout de certaines substances produisant une fumée noire. Celle-ci, s'échappant de la cheminée de la chapelle et visible depuis la place Saint-Pierre, signale au public qu'aucune élection n'a encore eu lieu[8].

- La fumée blanche signale au contraire qu'un nouveau pape a été élu. Après qu'un cardinal a obtenu les deux tiers des suffrages, qu'il a accepté son élection et qu'il a choisi son nom pontifical, les bulletins du scrutin sont brûlés dans le poêle de la chapelle Sixtine avec des substances qui produisent de la fumée blanche. Celle-ci, sortant du conduit visible depuis la place Saint-Pierre, annonce au monde l'élection effective du nouveau pape[8].

- La fumée jaune est simplement une fumée d'essai réalisée avant le début du conclave, pour vérifier le bon fonctionnement du poêle. Depuis le conclave de 2005, elle n'est plus utilisée, car un système électronique garantissant le bon fonctionnement de l'appareil de production de fumée a été installé, rendant cette étape superflue.

Au fil des années, il est arrivé à plusieurs reprises que les fumées présentent une couleur ambiguë, soient mal visibles ou mal interprétées. Lors de l'élection de Jean-Paul Ier par exemple, l'incertitude régna longtemps sur la couleur de la fumée émise, bien qu'elle ait été officiellement considérée comme blanche. Lors du conclave de 1958, qui élut Jean XXIII, l'ambiguïté de la couleur et l'irrégularité des premières fumées furent même à l'origine d'une théorie complotiste (en) selon laquelle le cardinal génois Giuseppe Siri aurait en réalité été élu, aurait choisi le nom de Grégoire XVII et aurait ensuite été contraint de renoncer (théorie jamais confirmée par Siri lui-même).
Même lors du conclave de 2005, qui conduisit à l'élection de Benoît XVI, plusieurs incertitudes concernant l'interprétation des signaux furent signalées. Cela conduisit à l'introduction d'une nouvelle coutume : le son des cloches à la volée de la basilique Saint-Pierre accompagne désormais l'annonce de l'élection. En plus des cloches festives, un second poêle a été ajouté, destiné uniquement à la combustion de fumigènes artificiels, garantissant une meilleure visibilité et clarté du signal. Lors du conclave de 2013, grâce à ces innovations, les fumées furent particulièrement visibles et abondantes.

## Aspects techniques
Pour produire la fumée noire, le fumigène est composé de perchlorate de potassium, d'anthracène et de soufre ; pour la fumée blanche, de chlorate de potassium, de lactose et de colophane,.
Le poêle actuellement utilisé pour brûler les documents est le même depuis 1939 et porte, par poinçonnage, les dates de plusieurs conclaves au cours desquels il a été utilisé. Comme évoqué précédemment, un second poêle a été ajouté en 2005, uniquement destiné à la combustion de fumigènes colorés. Les deux poêles évacuent les fumées dans le même conduit d'évacuation, relié à la cheminée de la chapelle Sixtine, chauffée par des résistances électriques et équipée d'un ventilateur pour améliorer le tirage. Lors du conclave d'août 1978, il est possible que le conduit ait eu des fissures, car un cardinal a rapporté par la suite qu'une fois le poêle allumé et le matériel introduit, la chapelle Sixtine s'est remplie de fumée noire (aucun pape n'avait encore été élu à ce stade du scrutin).